# Levänluhta

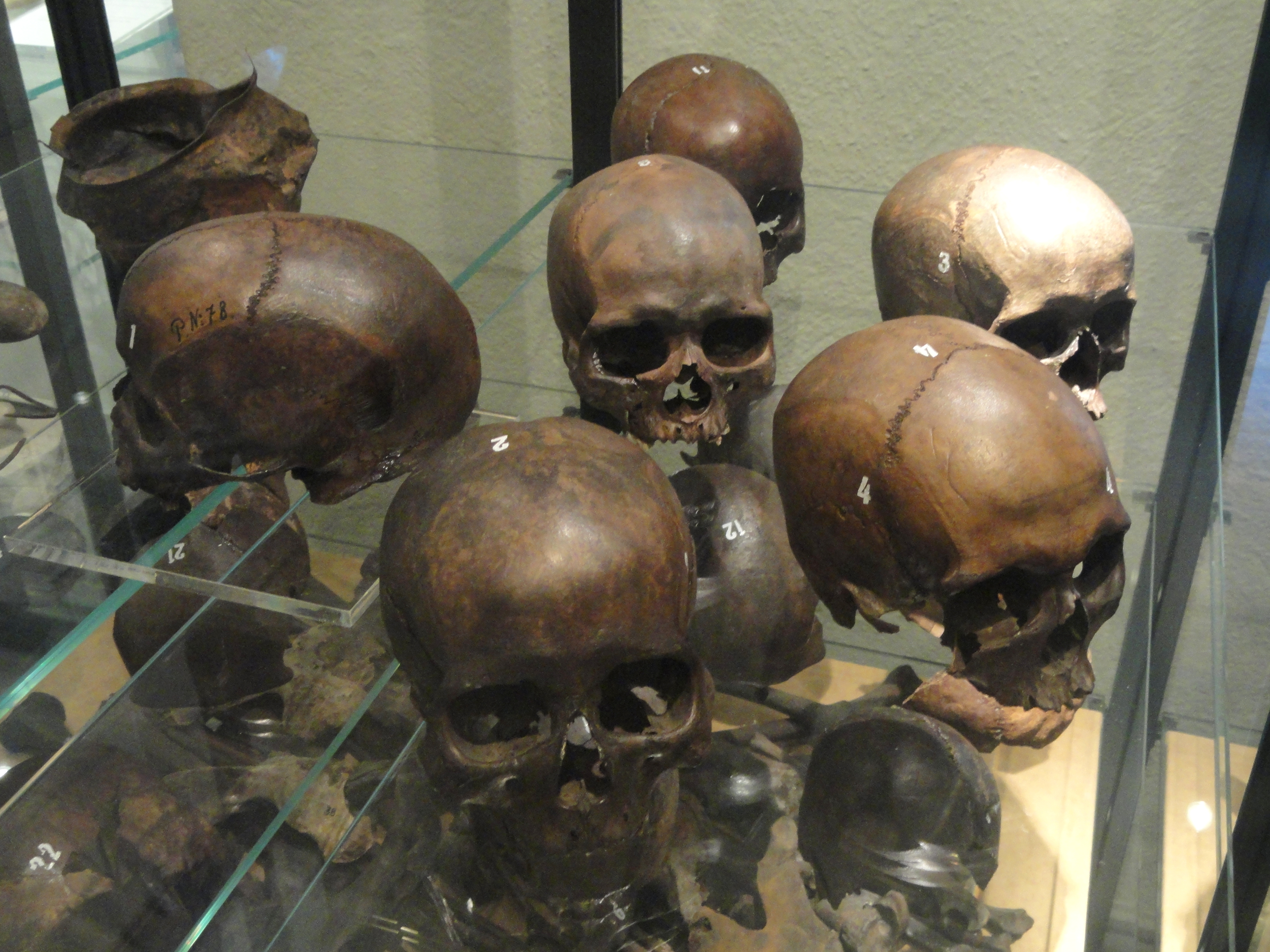
Restos de Levänluhta en el Museo Nacional de Finlandia.

Levänluhta o Leväluhta es un manantial y un yacimiento arqueológico situado en la localidad de Orismala, en Isokyrö (Finlandia). Entre los siglos V y VIII se empleó como lugar de enterramiento, y contiene restos de unas 100 personas. Es uno de los lugares de enterramiento más antiguos de Finlandia con huesos humanos preservados, ya que el anegamiento del entorno ha contribuido a una excepcional conservación de los restos.
El ADN antiguo de trece de los individuos enterrados en Levänluhta se ha estudiado más a fondo, revelando que los individuos enterrados tenían una mayor similitud genética con los sami que con los fineses.